# Jamie Ward
Jamie John Ward (Solihull, 12 maggio 1986) è un calciatore nordirlandese, attaccante del Precision.

## Carriera

### Nazionale
Viene convocato per gli Europei 2016 in Francia.